# Notylia lyrata
Notylia lyrata là một loài thực vật có hoa trong họ Lan. Loài này được S.Moore mô tả khoa học đầu tiên năm 1895.